# Eucyclotoma varicifera
Eucyclotoma varicifera é uma espécie de gastrópode do gênero Eucyclotoma, pertencente a família Raphitomidae.